# 尤瓦魯省

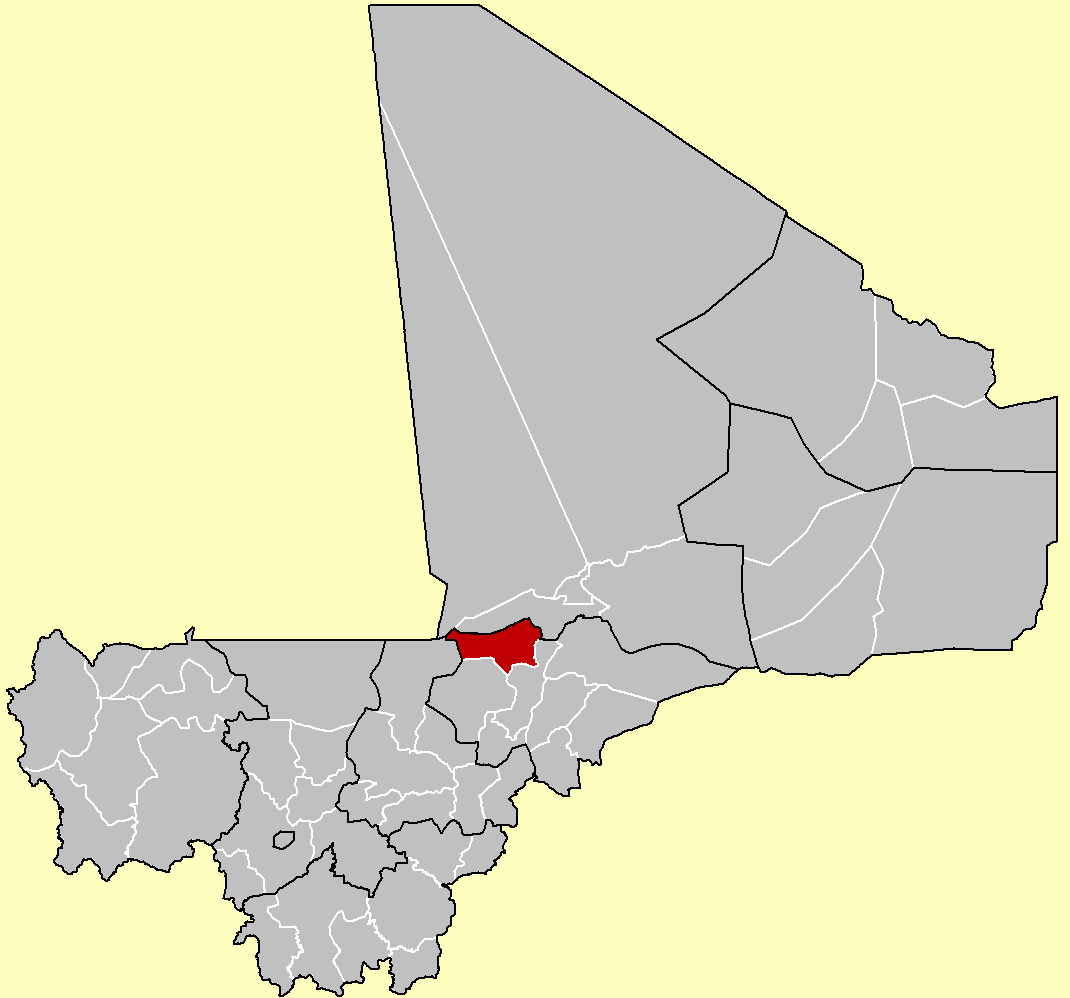

尤瓦魯省（法語：Cercle de Youwarou），是馬里的省份，位於該國中部，由莫普提區負責管轄，首府設於尤瓦魯，面積7,139平方公里，2009年人口106,768，人口密度每平方公里15人。